# Білорусь у польсько-радянській війні
Польсько-радянська війна, війна Польщі з Радянським державою в 1919—1920. Бойові дії відбувалися серед іншого на території Білорусі. В результаті війни Білорусь була розділена на 2 частини: Західна Білорусь відійшла до Польської республіки, а на підконтрольній більшовикам території створена БРСР.

## Напередодні війни
У період відродження Польської держави (1918-19) було створено Військо Польське. Уряд Польської республіки виступив проти проголошення РСРБ, а після і Литбілу. Сили Самооборони Литви і Білорусі в 1918-19 намагалися протистояти встановленню радянської влади на цих територіях. До початку 1919 формуванні Самооборони влилися в регулярні польські війська.
Керівництво Польської республіки на чолі з Юзефом Пілсудським не бажало обмежуватися етнічними польськими територіями, прагнула приєднати білоруські, литовські, українські землі до своєї держави. У грудні 1918 року декретами польського уряду до Польської республіки були приєднані Більський повіт Гродненської і Серпневий повіт Сувальської губерній. Починаючи з 14 лютого 1919 північна група польських військ під командуванням генерала Вацлава Івашкевича зайняла більшу частину Гродненської губернії, повела наступ в напрямку Барановичі — Мінськ і Кобрин — Пінськ.

## Політика польської влади на початку війни

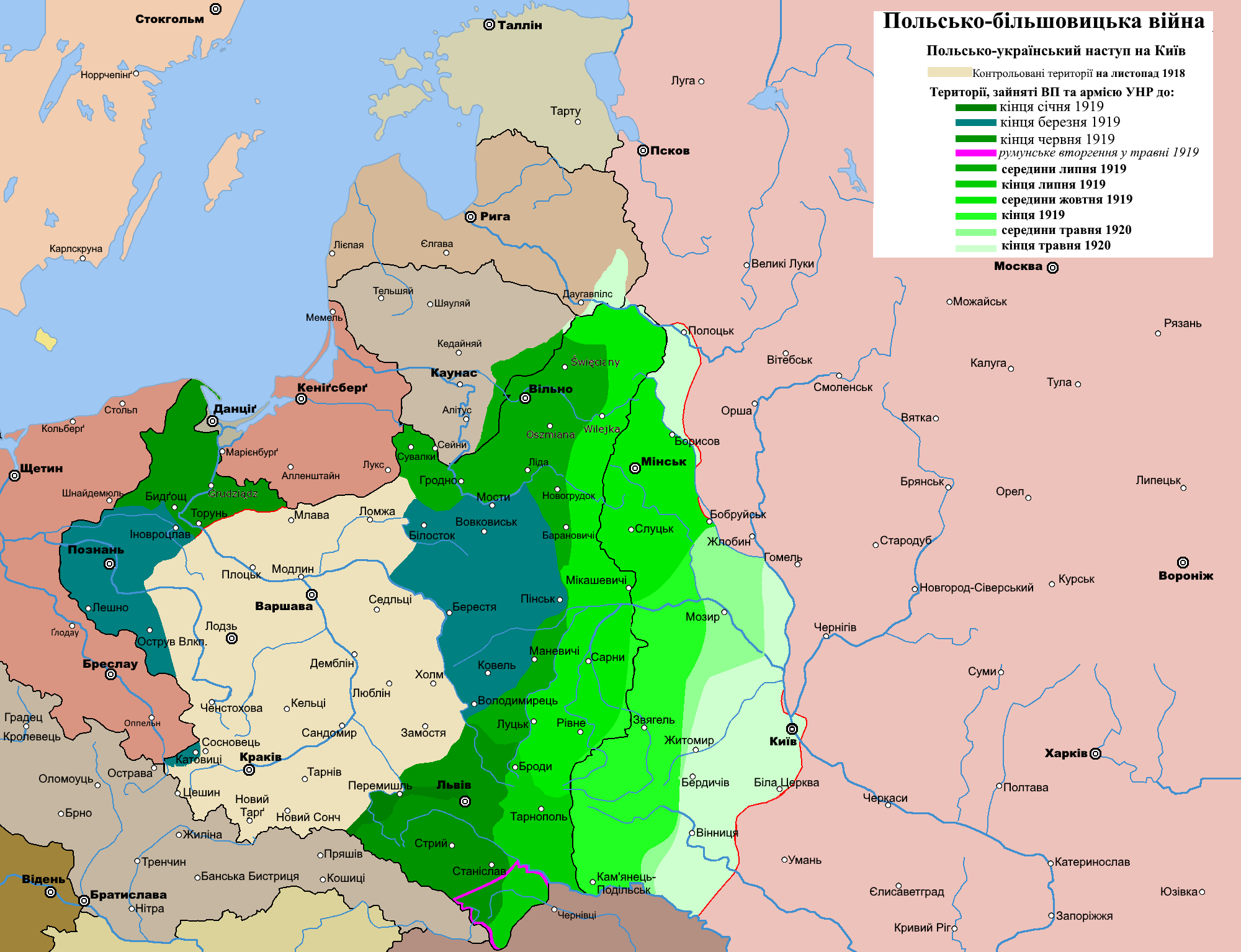
Театр військових дій польсько-радянської війни 1919—1920 років

Перші польсько-радянські зіткнення відбулися у Білорусі 17 лютого 1919. У березні польська армія опинилася на лінії річок Піна — Ясельда. 21 квітня після триденних боїв була зайнята Вільна. На другий день була оголошено звернення командуючого польської армії Юзефа Пілсудського «До населення колишнього Великого Князівства Литовського». «Польське військо несе Вам всім волю і свободу», — запевняв Пілсудський. Він декларував також, що створить можливості вирішувати національні та конфесійні питання без насильства й тиску з боку Польської республіки. Крім Ю. Пілсудського свої відозви і накази польською і білоруською мовами видали генерали Едвард Ридз-Смігли і Станіслав Шептицький. 3 наказу Е. Ридз-Сміглага випливало, що офіційною мовою ставала польська, а всі розпорядження влади потрібно переводити на білоруську мову. У контактах з владою допускалося вживання білоруської мови. У ситуації подальшої конфронтації з Радянською Росією, польська влада прагнула здобути прихильність білорусів. Для частини політиків, які створювали структури БНР, Юзеф Пілсудський, прихильник федералізму, уявлявся можливим приятелем білоруської незалежності.

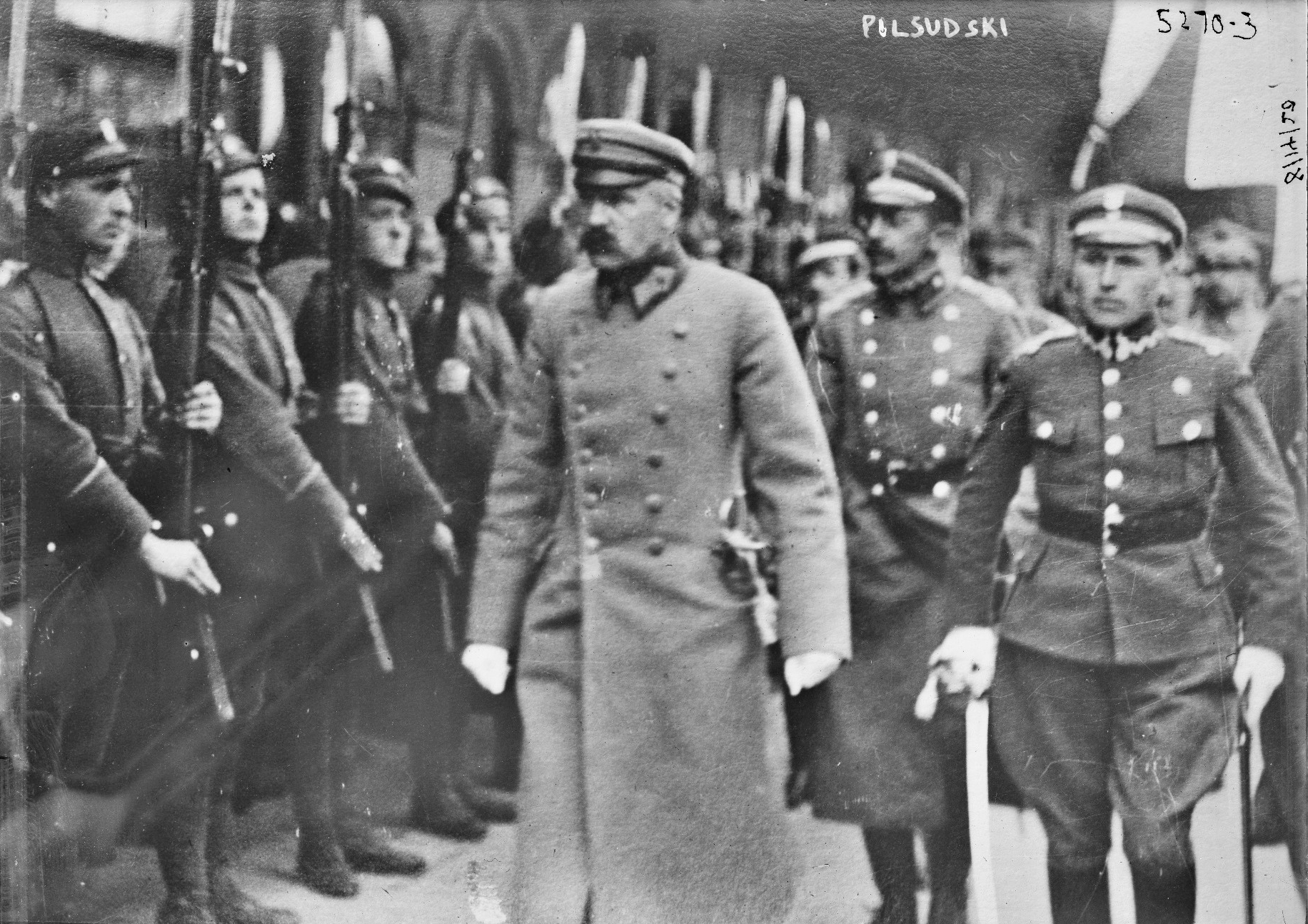
Ю. Пілсудський у Мінську

8 серпня польські війська зайняли Мінськ, у вересні зайняли лінію Любань — Борисов — Полоцьк — Двінськ. Більшість білоруських земель опинилася під польським контролем. Білоруська преса в Мінську та Вільно писав про історичної спільності поляків і білорусів, дякував за звільнення Білорусі з-під російського імперіалізму, висловлював надії на допомогу Ю. Пілсудського в побудові незалежної Білоруської держави. Голова Тимчасового білоруського національного комітету Олександр Прушинський (Алесь Гарун), вітаючи голову Польської республіки і завдяки йому було звільнено Гродно, Вільнюса і Мінська, згадав, що в неволі залишаються міста Білоруської Народної Республіки — Вітебськ, Могильов, Смоленськ. Пілсудський в Мінську, як раніше у Вільно, запевняв, що «цій землі нічого силоміць нав'язане не буде».
20 вересня 1919 Конвент старійшин Ради БНР послав лист Ю. Пілсудському, в якому інформував про відновлення діяльності органів Білоруської Народної Республіки. Від липня у Вільнюсі діяла Білоруська військова комісія, яка чекала дозволу польського командування на створення білоруської армії.
У Парижі 1 липня 1919 р. прем'єр уряду БНР Антон Луцкевич і прем'єр польського уряду Януш Падарэўскі погодили новий проект федералістичної угоди обох держав, який передбачав спільну зовнішню політику та спільне командування збройними силами.

## Політика більшовиків на початку війни
Успіхи польської армії влітку 1919, особливо федералістичні декларації Пілсудського, які оптимістично сприймалися в Мінську та Вільно, стурбували радянський уряд. Викликано це було реальним шансом виникнення федерації народів під егідою Польської республіки.
Більшовики фактично ліквідували Литовсько-Білоруську Радянську Соціалістичну Республіку і запропонували полякам світ «з вічним кордоном на Двіні, Вуле та Березині». Вони віддавали майже всю Білорусь натомість припинялись військових дій. Пропозиції ці не раз виносилися під час мирних переговорів восени 1919 в Мікашевичах. Одночасно радянська влада підтримували будь-які дії, спрямовані на дестабілізацію ситуації в тилах польської армії. Восени 1919 р. у Смоленську було підписано угоду між Білоруської партією соціалістів-революціонерів і Російською комуністичною партією (більшовиків) у справі організації білоруських повстанських загонів на зайнятих німцями територіях. Угода передбачала, що в разі захоплення Білорусі Червоною Армією буде створена Білоруська радянська держава, а влада передана есерам і місцевим комуністам.

## Дії польської армії та адміністрації на окупованих землях

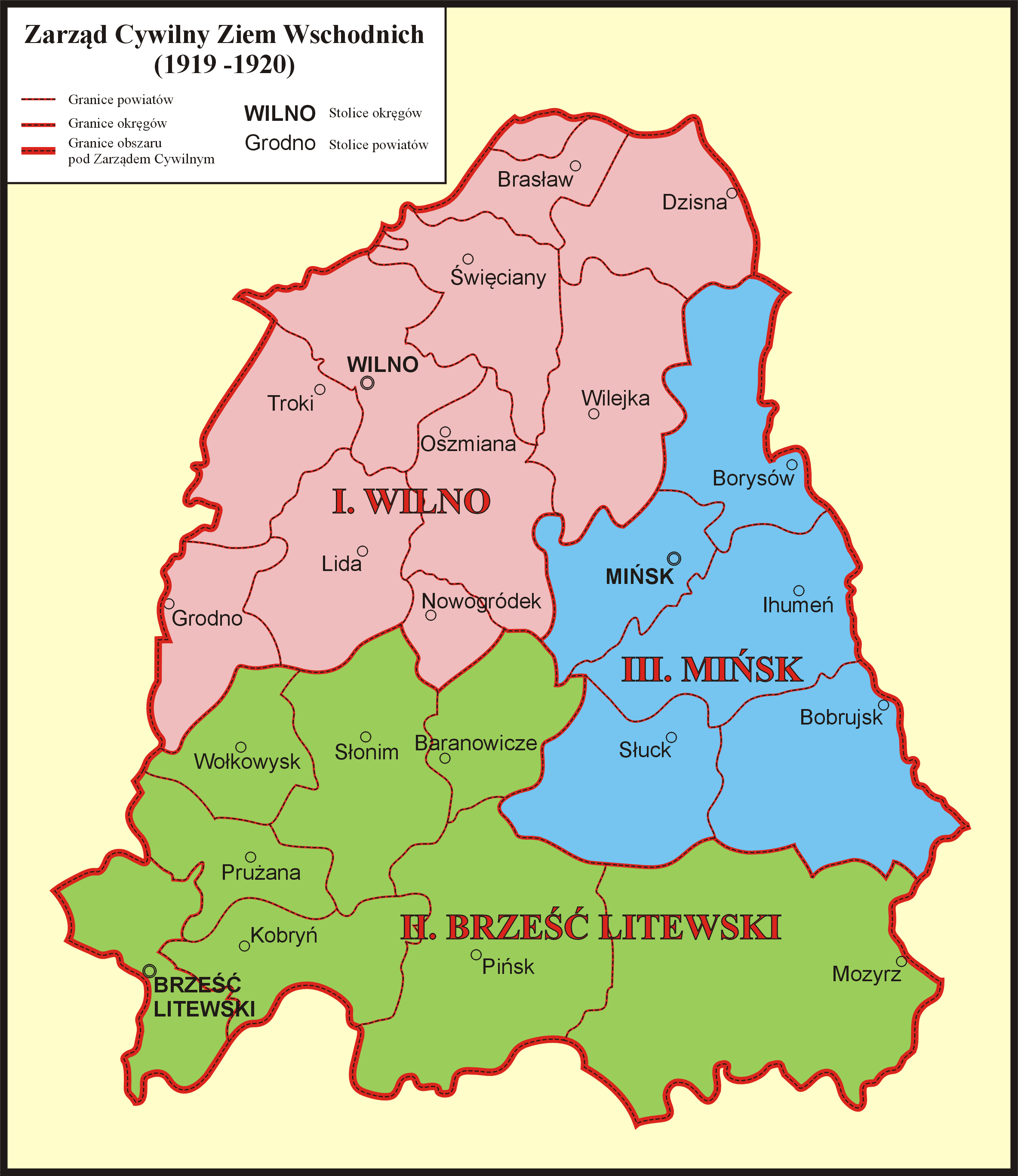
Цивільна управа східних земель (Zarząd Cywilny Ziem Wschodnich) — польська цивільна адміністрація на литовсько-білоруських землях, не інкорпорованих до складу Польської республіки, а зайнятих у 1919—1920 роках польським військом

Ентузіазм, викликаний деклараціями Юзефа Пілсудського, швидко зник через дії польської армії та посадовців Цивільної управи східних земель. Соціальною опорою Пілсудського в Білорусі стало місцеве польське населення: заможні землевласники, католицьке духовенство, інтелігенція.
Комісар Цивільної управи східних земель Єжи Осмоловський (1872—1952) на посади в усіх установах призначав місцевих поміщиків, які вважали себе поляками. Ті використовували владу для розправи з селянами, реагуючи на результати радянської окупації. Повітовими старостами принципово ставили поміщиків, війтами в гмінах призначали тільки поляків і католиків. Насильство і реквізиції з боку військових підрозділів, жандармерії і поліції згладжував негативні враження, отримані за час радянського панування. Пограбування, терор та розстріли підозрюваних у прихильності до комунізму приділяли риси польської присутності окупаційної влади. Осередками комунізму вважалися православні церкви і єврейські синагоги. Поспішно передавали католикам багато православні храми. Це відбувалося і в тих місцях, де поляки становили незначний відсоток від загального числа жителів. Білоруську інтелігенцію відштовхувала знищення проявів національного життя. Під реквізиції і суди потрапляли незалежні білоруські газети, в Мінську було заборонено ставити п'єси Янки Купали та Каруся Каганця. Пропаганда на сторінках журналу «Straż Kresowa», якою займався Комітет оборони кресів (Komitet Obrony Kresów), розвіяло ілюзії прихильників союзу з Польською республікою.
Політика терору, реквізицій, пограбування проти білоруського населення, насильницька полонізація повернула більшість білоруських політиків в опозицію до польського режиму. Зростання збройної боротьби в тилу польської армії викликало лавірування політики Ю. Пілсудського. Так, у серпні 1919 року він запросив з Парижа на переговори А. Луцкевича, дав дозвіл на звільнення з тюрми всіх білоруських політичних в'язнів, обіцяв дати кошти на відкриття білоруських шкіл та культурних установ. Ці поступки восени 1919 знову викликали пожвавлення серед національно-демократичних діячів білоруського національного руху. На сторінках легальних білоруських газет розгорнулася агітація за приєднання Білорусі до Польської республіки. Ю. Пілсудський дав дозвіл А. Луцкевичу на проведення чергової сесії Ради БНР у грудні 1919, сподіваючись, що вона висловиться за інкорпорацію Білорусі до складу Польської республіки.

## Політика діячів БНР
Ставлення до Польської республіки і поляків розділило білоруських політиків. Поведінка армії і адміністрації оживляли ідею співпраці з Радянською Росією. У Раді БНР рішучі антипольські позиції займали діячі БПСР і БПСФ. Частина політиків цих партій, особливо федералісти, не були прихильниками порозуміння з більшовиками, але бачили в діях кожного з ворогуючих сторін імперіалістичні устремління. Порозуміння з поляками шукали діячі, згуртовані навколо Антона Луцкевича. Вони не довіряли більшовикам і сподівалися, в разі перемоги Польської республіки, на виконання обіцянок глави Польської держави. 20 листопада під час зустрічі А. Луцкевича з Ю. Пілсудським було погоджено, що Рада БНР перетворюється на Національну білоруську раду, що означало б заміну її статусу з державного представництва на національне.
Під час сесії Ради БНР, що проходила в грудні 1919 року, більшість членів Ради засудила колонізаторськую політику Польської республіки, висловила недовіру діям голови Ради БНР Йосипа Лесика та голови Кабінету Міністрів Антона Луцкевича, які на їх думку проводили згодницьку політику. Білоруські есери закликали до відкритої боротьби з польськими окупантами.
Стався розкол Ради БНР. Прихильники збереження незалежності Білорусі — Вацлав Ластовський, Петро Кречевский, Василь Захарко, Олександр Цвікевіч, Томаш Гриб — мали намір відкликати Антона Луцкевича з посади прем'єр-міністра і таким чином позбавити його повноважень виступати від імені Ради БНР. Прихільники Луцкевича на чолі з Павлом Заходом запропонували створити «директорію», яка виконувала б роль національного представництва і вела подальші переговори з поляками. 13 грудня 1919 року більшість членів Ради обрала новим прем'єр-міністром Вацлава Ластовського і оголосила себе Народною Радою БНР, головою якої став Петро Кречевский. Інші, прихильники співпраці з Польською республікою, оголосили себе Найвищою Радою БНР і на посаді прем'єр-міністра залишили Антона Луцкевича. Головою Вищої Ради став Іван Середа.
Кілька днів у Мінську існували два білоруські уряду і дві ради, які виступали від імені білоруського народу. Незабаром уряд С. Ластовського і частина членів Народної Ради були заарештовані поляками. Після звільнення з в'язниці частина їх подалася в Ковно, де вони отримали статус еміграційного уряду та кошти на ведення нелегальної діяльності на території Польської республіки. Антон Луцкевич і члени Вищої Ради переїхали в Вільно.
24 березня 1920 Вацлав Іванівський, у якого були повноваження Вищої Ради, уклав з Леанам Василевським, який представляв главу Польської республіки, угоду в справі врегулювання польсько-білоруської життя на Мінщині, але вже не було відповідної атмосфери і — як з'ясувалося — часу на здійснення підписаних зобов'язань.

## Радянський наступ, проголошення БРСР
У липні 1920 року Білорусь знову була зайнята Червоною Армією. Разом з польським військом відійшли в Лодзь Білоруська військова комісія та підпорядковані їй підрозділи.
12 липня більшовики підписали угоду з литовським урядом, згідно з яким Віленщині і Гродненщина були передані Литві. Угода гарантувала нейтралітет Литви на час радянсько-польської війни, а в результаті — безпека правого флангу військ Західного фронту, які наступали в напрямку Варшави. Одночасно майже мільйонна маса білорусів у межах Литви, створювала Радянської Росії перспективу впливу на внутрішню ситуацію в цій країні.
31 липня ЦК Комуністичної партії (більшовиків) Литви і Білорусі повторно проголосив незалежність Білоруської Радянської Соціалістичної Республіки. Утворений в цей же час Військово-революційний комітет (у складі Олександра Червякова, Вільгельма Кнорина, Йосипа Адамовича) виконував функції білоруського радянського уряду. У декларації ЦК КП(б)ЛіБ про проголошення «незалежної БРСР» говорилося, що кордон Білорусі з «буржуазними державами» будуть визначені за етнографічного критерію, а з соціалістичною Росією і Україною — «згідно з волею білоруського народу». До складу створеної у відповідності з цим документом держави входило лише 18 повітів. Її територія зовсім трохи виходила за межі Мінщини. У жовтні 1920 велика частина території Білорусі разом з Мінськом була знову зайнята польським військом. На радянській стороні залишилася невелика республіка з 6 повітів колишньої Мінської губернії.

## Діяльність С. Булак-Булаховича
Відділ під командуванням генерала Станіслава Булак-Балаховича боровся на польській стороні від імені білоруського уряду Антона Луцкевича. 12 жовтня Павло Алексюк, який виконував обов'язки голови Білоруського політичного комітету, підписав угоду з генералом Булак-Балаховичем, згідно з яким Комітет повинен був вести вербування в білоруську армію. Його командиром повинен був бути Булак-Балахович. Зі свого боку він зобов'язався допомагати чинному від імені уряду А. Луцкевича комітету переймати цивільну владу на зайнятих його армією теренах Білорусі.
Генерал Булак-Балахович, паралізуючи тили Червоної Армії, посприяв польським військам в контрнаступі у вересні 1920. Він намагався, згідно з домовленістю з Ю. Пілсудським, воювати з Радянською Росією і після перемир'я на польсько-радянському фронті в жовтні 1920. Восени армія Булак-Балаховича налічувала майже 15 тис. солдатів. 10 листопада його відділи захопили Мозир і готувалися до наступу на Мінськ і Гомель. У Мозирі С. Булак-Балахович проголосив незалежність Білоруської Народної Республіки, оголосив себе «начальником Білоруської Держави», а Білоруський політичний комітет — урядом БНР, відмовляючись таким чином підпорядковуватись вже діючим центрам влади — уряду А. Луцкевича у Варшаві і С. Ластовського в Каунасі. Прем'єр-міністром нового уряду став В'ячеслав Адамович. Від імені свого кабінету, він видав маніфест до народу, в якому говорилося про подальшу боротьбу за незалежність Білорусі в союзі з Польською республікою, проведення аграрної реформи разом з більшим відчуженням земельної власності і скликання національного представництва для визначення державного ладу. Після боїв, що тривали кілька днів, загони Булак-Балаховича під натиском Червоної Армії змушені були відступити на територію Польської республіки, де і були інтерновані.

## Слуцьке повстання
Боротьба за незалежність Білорусі розгорнулася наприкінці 1920 року в Слуцькому повіті. У середині листопада відбувся з'їзд Случчини. Делегати від політичних партій, селянських рад, громадсько-культурних організацій визнали Слуцьк частиною Білоруської Народної Республіки і вирішили боротися за її незалежність. Вони сподівалися, що їхня боротьба буде початком акції, яка охопить всю Білорусь. Протягом двох днів Раді Случчини вдалося сформувати два стрілецькі полки. До них приєднався білоруський батальйон з Білостока під командуванням Миколи Демидова. На цій основі була створена Слуцька бригада, яка налічувала близько 4 тис. солдатів. 30 листопада почалися бої з Червоною Армією, результат яких, зважаючи значної переваги росіян, був вирішений наперед. Однак воєнні дії, головним чином партизанського характеру, тривали майже до кінця грудня 1920. Слуцькі повстанці, як і армія С. Булак-Балаховича, відійшли на територію Польської республіки, де також були інтерновані.

## Партизанські формування «Зеленого Дуба»
Наприкінці 1920 року в прифронтовій смузі з обох сторін демаркаційної лінії діяло більше десяти білоруських партизанських загонів, які виступали під загальним найменуванням «Зелений Дуб». За згодою і при підтримці польської розвідки, партизани здійснювали напади на контрольовану радянськими військами територію, а в разі небезпеки відступали до Польської республіки. І хоча гаслом «Зеленого Дуба» була боротьба за незалежну Білорусь в етнографічних кордонах, однак вона мала більше пропагандистське значення, аніж політичне. Багато білоруських офіцерів, які брали участь у війні з більшовиками на початку 1921 року, вважали перемир'я на польсько-радянському кордоні тимчасовим. У цьому переконанні їх, правдоподібно, підтримували представники польської розвідки, які постачали їм зброю і засоби на утримання відділів. Після підписання 18 березня 1921 року Ризького мирного договору, частина командирів «Зеленого Дуба» визнала білоруський еміграційний уряд Вацлава Ластовського єдиним представництвом білоруського народу. Багато інших змінили фронт: припинили антирадянську партизанську діяльність і приєдналися до антипольського руху, який організував каунаський центр на території Гродненщини і Віленщини.
Влітку 1921 р. польська влада згідно з Ризьким мирним договором заборонила білорусам вести будь-які дії проти більшовиків з території Польської республіки. У рамках кампанії ліквідації антирадянських центрів на території Польської республіки, зокрема на Гродненщині, вони закрили білоруські школи і заборонили видавати газети білоруською мовою.

## Білоруси в Середній Литві
У жовтні 1920 року польське військо під командуванням генерала Сад Желиговского зайняло Віленщину, яка від липня перебувала в межах Литви. На території проголошеної генералом Л. Жаліговским так званої Середньої Литви Вацлав Іванівський і Броніслав Тарашкевич отримали високі посади в польській адміністрації — Тимчасової правлячої комісії. Однак вільнюський Білоруський національний комітет не висловив підтримки їх місії. На території Середньої Литви скрізь, куди поверталася польська адміністрація, закривали білоруські школи. Та й на Віленщині білоруське школи існувала тільки до тих пір, поки у складі Тимчасової урядової комісії були С. Іванівський і Б. Тарашкевич.

## Політика уряду Литви
Переможені литовці, зацікавлені в ослабленні Польської республіки, стали прихильниками білоруського руху за незалежність.
13 листопада 1920 уряд БНР Вацлава Ластовського підписав з урядом Литви угоду про взаємну підтримку заради «стримання польського імперіалізму». За фінансову допомогу та підтримку на міжнародній арені, уряд Ластовського зобов'язався передати у розпорядження литовського головного командування всі білоруські військові частини, які знаходилися на території Литви. Також він пообіцяв вплинути на білорусів, щоб у разі референдуму в справі державної приналежності Середньої Литви, вони голосували за корисний для Литви варіант. Уряд С. Ластовського через посередництво литовського уряду отримав 40 млн марок кредиту від Німеччини на фінансову підтримку партизанських формувань, які мали боротися з Польською республікою у випадку її війни з Литвою.

## Ризький мир
Під час мирних переговорів, які йшли в Ризі з осені 1920, білорусів не представляв ні один політичний центр. За словами учасника переговорів з польської сторони Станіслава Грабського, радянський уряд взамін за поступки на території України запропонував Польській республіці більшу частину Білорусі разом зі всієї Мінщиною. Боячись надмірної кількості православного населення в межах Речі Посполитої, С. Грабський відстоював кордон вздовж Двіни, від латисько-радянського кордону вздовж середньої течії Прип'яті. Такий вид кордону з більшовиками, навіть при умові сприяння польської сторони, скасовував можливість здійснення будь-яких федеративних планів, сприяв концепції інкорпораційної політики.
Ризький мирний договір завдав великого удару по білоруських політиках Найвищої Ради БНР і Білоруського політичного комітету, які послідовно висловлювалися за об'єднання білоруських земель і створення федерації з Польською республікою. Акція генерала С. Булак-Балаховича у Мозирі та Слуцкий збройний чин не змінили ставлення польського уряду і парламенту до виконання угод, підписаних з більшовиками в жовтні 1920 і підтверджених Ризьким мирним договором. Ця домовленість, яка розділила Білорусь, не була схвалена ні одним впливовим білоруським центром у Польській республіці. Вона створила ситуацію суперечності польсько-білоруських інтересів і великі можливості гри на цих протиріччях з боку Москви.